# JYSK
JYSK (oprindeligt kendt som Jysk Sengetøjslager indtil 2001) er en international butikskæde med hovedkontor i Brabrand i udkanten af Aarhus. Siden åbningen af den første butik på Silkeborgvej i Aarhus i 1979 – hvor butikken i øvrigt stadig har til huse – har kæden positioneret sig som leverandør af "alt til boligen" til konkurrencedygtige priser.
Det var i denne forbindelse, at kædens første slogan, "Kvalitet – lidt billigere", opstod. Ved grundlæggelsen var JYSK-butikkerne bemærkelsesværdige, idet de kombinerede salg af sengetøj med øvrigt møblement i såkaldte "sengetøjslagre". Med mere end 3.100 butikker og 28.500 medarbejdere fordelt på 50 lande, samt en årlig omsætning på over 26 milliarder kroner, er JYSK i dag en global aktør. Butikkerne drives enten som 100 procent ejede enheder under navnene JYSK eller Dänisches Bettenlager (tysk for "Dansk Sengetøjslager"), eller gennem franchise under navnet JYSK Franchise. Disse tre driftsmodeller udgør tilsammen JYSK Group.
JYSK Group ejes med 99 procent af grundlæggeren Lars Larsens familie via holdingselskabet Lars Larsen Group. Gennem dette selskab ejer familien helt eller delvist også møbelkæderne ILVA, IDÉmøbler, IDdesign, Bolia.com og Sengespecialisten.
JYSK Groups butikker er fordelt på følgende 42 lande: Danmark, Norge, Sverige, Finland, Polen, Tjekkiet, Ungarn, Holland, Slovakiet, Tyskland, Østrig, Schweiz, Island, Canada, Grønland, Færøerne, Estland, Letland, Litauen, Ukraine, Kosovo, Bulgarien, Kasakhstan, Rumænien, Frankrig, Storbritannien, Slovenien, Nordmakedonien, Kroatien, Italien, Spanien, Bosnien-Hercegovina, Kina, Serbien, Indonesien, Armenien, Montenegro, Grækenland, Belgien, Singapore og Moldova.

## Tidslinje[2]

### 1979–1989
- 2. april 1979: Den første Jysk Sengetøjslager åbner i Aarhus i en tidligere Volvo-forretning,[3] hvor butikken fortsat ligger i dag.
- 1980: Den første reklameavis udgives.
- 1984: Virksomheden ekspanderer for første gang uden for Danmarks grænser med butikker i Tyskland under navnet "Dänisches Bettenlager".
- 1984: JYSK Franchise åbner på Grønland.
- 1986: Lars Larsen bliver partner i Himmerland Golf & Spa Resort.
- 1986: JYSK Franchise åbner på Færøerne.
- 1987: JYSK Franchise etableres på Island.
- 1987: Lars Larsen optræder for første gang på tv med sit kendte slogan: "Go'daw – jeg har et godt tilbud til dig".
- 1988: JYSK Nordic åbner i Norge.
- 1989: Jysk Sengetøjslager bliver hovedsponsor for Dansk Handicap Idræts-Forbund – et engagement, der fortsætter. JYSK Franchise støtter også handicapidrætten i Canada, Litauen, Letland, Estland, Færøerne og Island.

### 1990–1999
- 1991: Den første butik under navnet Jysk Bäddlager åbner i Sverige.
- 1992: Jysk Sengetøjslager lancerer sin egen toårige elevuddannelse, som i dag har omkring 200 elever årligt.
- 1992: JYSK åbner kæden Bed’n Linen i USA.
- 1995: JYSK Nordic åbner i Finland.
- 1996: JYSK Franchise åbner i Canada og Letland.
- 1996: JYSK Franchise ekspanderer til Rusland, men lukker igen samme år.
- 1998: Lars Larsen fylder 50 år, og virksomheden fejrer åbningen af butik nummer 500.
- 1999: Jysk Sengetøjslager er medstifter af The Forest Trust, der arbejder for beskyttelse af de tropiske regnskove.

### 2000–2005
- 2000: Lars Larsen køber aktiemajoriteten i det netbaserede møbelfirma www.Bolia.com.
- 2000: Dänisches Bettenlager åbner i Østrig.
- 2000: JYSK Nordic åbner i Polen.
- 2000: JYSK lukker Bed’n Linen i USA.
- 2000: Lars Larsen træder tilbage som administrerende direktør for JYSK og bliver arbejdende bestyrelsesformand for JYSK Holding. Jan Bøgh tiltræder som administrerende direktør for JYSK Nordic.
- 2001: Navneskift – butikkerne i Danmark, Sverige og Finland skifter navn til JYSK.
- 2001: Lars Larsen kåres som 'Entrepreneur Of The Year' i Danmark.
- 2001: Nomineres som 'World Entrepreneur Of The Year' af Ernst & Young.
- 2001: JYSK Franchise åbner i Litauen.
- 2003: Den første butik i Tjekkiet åbner i Prag.
- 2004: JYSK fejrer 25-års jubilæum, og Lars Larsen udsender sin biografi til samtlige danske husstande (2,4 mio. eksemplarer).
- 2004: JYSK Franchise åbner i Kosovo og Ukraine.
- 2005: JYSK Nordic åbner i Ungarn.
- 2005: JYSK Franchise åbner i Bulgarien og genåbner i Rusland.
- 2005: Butik nummer 1000 åbner i Dingolfing, Tyskland.

### 2006–2009
- 2006: En vej opkaldes efter Lars Larsen – 'Lars Larsen Vej' ved megalageret i Uldum.
- 2006: JYSK Franchise åbner i Kasakhstan.
- 2006: JYSK Nordic åbner i Holland og Slovakiet.
- 2006: Dänisches Bettenlager åbner i Schweiz.
- 2007: Lars Larsen modtager 'Kong Frederik den Niendes Hæderspris' for sin indsats for dansk eksport.
- 2007: JYSK Franchise åbner i Rumænien og Dubai.
- 2007: Dänisches Bettenlager åbner i Frankrig.
- 2007: JYSK Franchise lukker igen i Rusland.
- 2008: JYSK indvier Nordens største lager i Uldum, med et areal på 64.000 m².
- 2008: JYSK Franchise åbner i Nordmakedonien.
- 2008: JYSK Nordic åbner i Slovenien og Storbritannien.
- 2009: JYSK Nordic åbner i Kroatien.
- 2009: Dänisches Bettenlager åbner i Italien og Spanien.
- 2009: JYSK fejrer 30-års jubilæum og lancerer en interaktiv historiefortælling om virksomhedens rejse.
- 2009: Lars Larsen udnævnes til ridder af Dannebrogordenen.

### 2010–
- 2010: JYSK lancerer webshop i Danmark.
- 2010: H.M. Dronningen tildeler JYSK prædikatet Kgl. Hofleverandør.
- 2010: Personalebladet 'GO JYSK' vinder priser som årets personaleblad i Danmark og næstbedste i Europa.
- 2010: JYSK Nordic åbner i Kina og Bosnien-Hercegovina.
- 2011: Første butik åbner i Serbien.
- 2011: JYSK lancerer sin egen tv-kanal: www.JYSK.tv.
- 2011: Lars Larsen placeres som nr. 304 på Forbes’ liste over verdens rigeste med en formue på 3,6 mia. dollars.
- 2011: JYSK vinder tre priser fra FEIEA for foto, karriereavis og elevavis.
- 2012: JYSK lancerer city-koncept – første butik åbner i Stockholm.
- 2012: Butik nummer 2000 åbner i det nordlige Norge.
- 2013: Lars Larsen overtager aktiemajoriteten i IDdesign, der står bag IDÉmøbler og ILVA.
- 2013: JYSK Franchise åbner i Armenien.
- 2014: JYSK Franchise åbner i Indonesien.
- 2015: Butik nummer 100 i Danmark åbner i Skejby.
- 2016: Lageret i Uldum udvides.
- 2016: JYSK Nordic åbner i Hviderusland.
- 2016: JYSK Franchise åbner i Moldova.
- 2017: JYSK Nordic åbner i Belgien.
- 2018: JYSK Franchise åbner i Thailand.[4]
- 2019: Lars Larsen dør den 19. august, 71 år gammel.[5]
- 2020: Dänisches Bettenlager i Østrig omdøbes til JYSK pr. 1. oktober 2020.[6]
- 2021: Dänisches Bettenlager i Tyskland rebrandes til JYSK pr. 1. september 2021.[7]